# سیارک ۵۳۱۵
سیارک ۵۳۱۵ (به انگلیسی: 5315 Balʹmont، نامگذاری:1982SV5) پنج هزار و سیصد و پانزدهمین سیارک کشف شده‌است که در ۱۶ سپتامبر ۱۹۸۲ کشف شد.
قدر مطلق سیارک برابر ۱۴٫۲۰ است.